# Lí giải hành vi Liên Xô

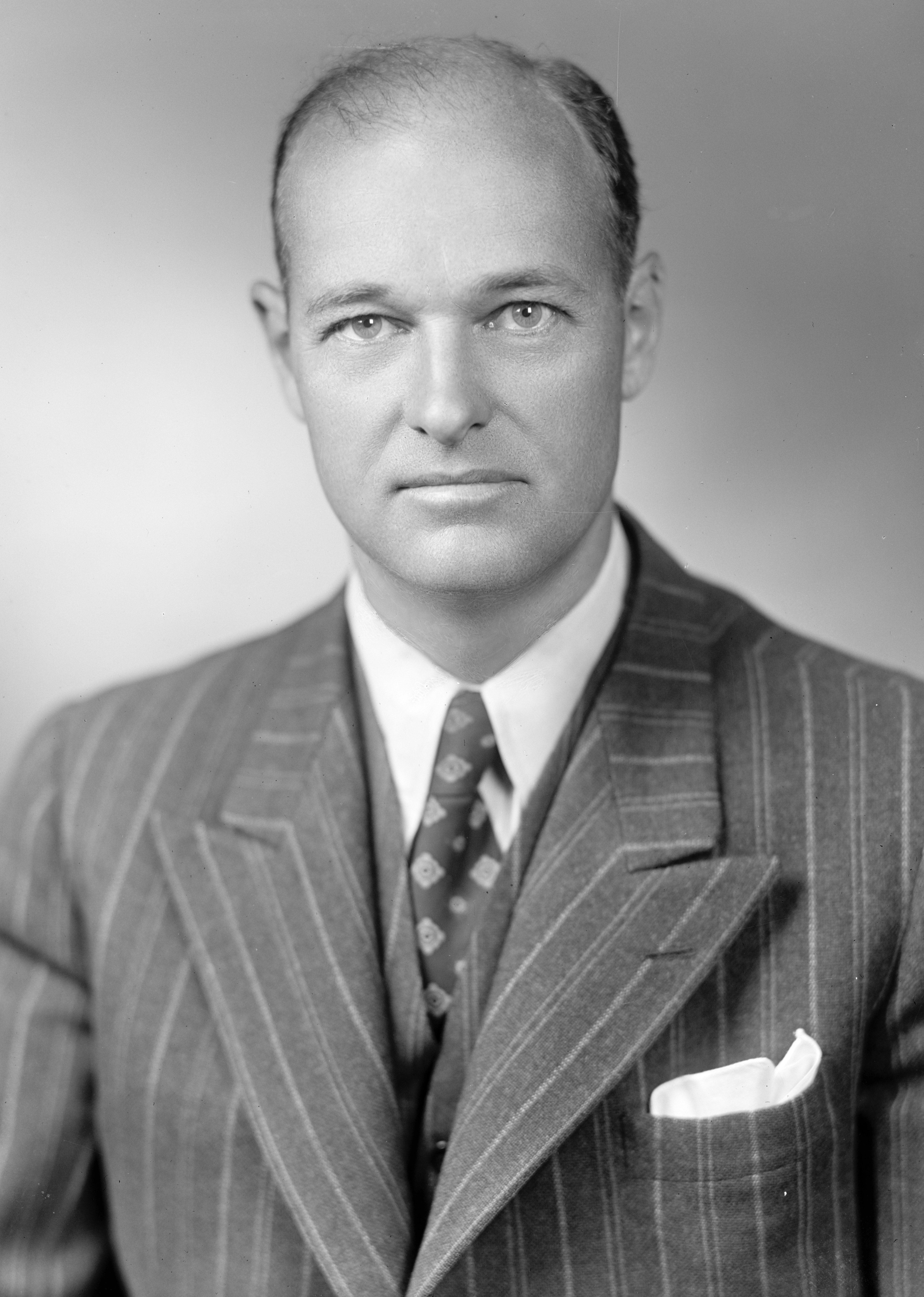
George F. Kennan vào năm 1947, cùng năm tạp chí Foreign Affairs đăng bài viết "Lí giải hành vi Liên Xô" của ông dưới bút danh "X".

"Lí giải hành vi Liên Xô" (tiếng Anh: The Sources of Soviet Conduct), cũng được gọi là "Bài viết X" là một bài nghị luận của George F. Kennan được đăng trên số tháng 7 năm 1947 của tạp chí Foreign Affairs dưới bút danh "X". Bài nghiên cứu chủ trương chính sách "ngăn chặn" để đối phó với Liên Xô. Kennan đã có chủ trương ngăn chặn từ tháng 2 năm 1946 trong một bức điện mật được Bộ Ngoại giao đánh số "511" nhưng thường được gọi là "bức điện dài".
Bức điện là nhận định của Kennan về bài phát biểu tháng 2 năm 1946 của Iosif Stalin. Tuy ăn khớp với những phát biểu trước của Stalin nhưng báo chí và dư luận Mỹ hoang mang; tạp chí Time nhận xét bài phát biểu là "tuyên bố hiếu chiến nhất của bất cứ chính khách cấp cao nào kể từ ngày Nhật Bản đầu hàng". Kennan giải thích động cơ của Liên Xô qua lịch sử Nga và chủ nghĩa Marx–Lenin, lập luận rằng giới lãnh đạo Liên Xô lợi dụng chủ nghĩa Marx–Lenin để xuyên tạc thế giới là thù địch nhằm duy trì quyền lực mặc dù không được nhân dân ủng hộ. Giới chức Mỹ chấp nhận lập luận của Kennan và ông trở thành một trong những chuyên gia hàng đầu về Liên Xô trong Bộ Ngoại giao.
Sau khi phát biểu về quan hệ đối ngoại của Liên Xô ở Hiệp hội Quan hệ đối ngoại vào tháng 1 năm 1947, Kennan được bảo nên đăng bài trên tạp chí Foreign Affairs. Kennan sửa lại một bài mà ông đã gửi cho Bộ trưởng Hải quân James Forrestal rồi nộp cho tạp chí vào cuối tháng 1 nhưng phải dùng bút danh "X" do có chức vụ trong chính quyền. Bài viết giữ nguyên chủ trương chống cộng của bức điện dài và đề xướng chính sách ngăn chặn đối với Liên Xô. Tuy được xuất bản trước khi Tổng thống Harry Truman đưa ra Thuyết Truman nhưng bài viết nhanh chóng được công nhận là biểu hiện của chính sách đó. Bài viết được phổ biến rộng rãi nhưng có tranh luận về ảnh hưởng của Kennan: Henry Kissinger gọi chủ trương của bài viết là "thuyết ngoại giao thời đại" nhưng một vài nhà sử học cho rằng ảnh hưởng của bài viết đã bị thổi phòng.

## Bối cảnh

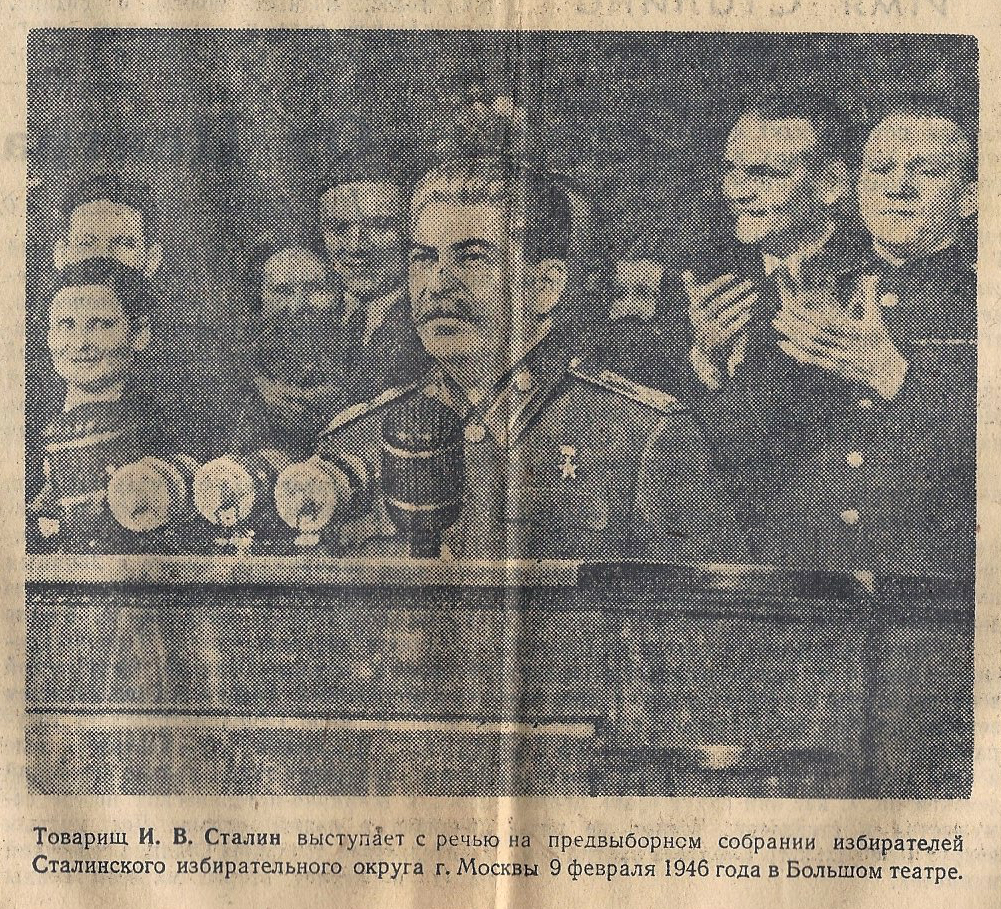
Iosif Stalin phát biểu ở Nhà hát Bolshoi vào ngày 9 tháng 2 năm 1946. Kennan thảo bức điện để phân tích bài phát biểu.

Ngày 9 tháng 2 năm 1946, Tổng Bí thư Liên Xô Iosif Stalin có bài phát biểu ở Nhà hát Bolshoi về cuộc bầu cử Xô viết Tối cao vào ngày mai, cam kết phát triển nền công nghiệp để đề phòng các nước tư bản nhưng không nói đến chính sách ngoại giao.
Bài phát biểu của Stalin gây hoang mang trong báo chí và dư luận Mỹ; tạp chí Time nhận xét bài phát biểu là "tuyên bố hiếu chiến nhất của bất cứ chính khách cấp cao nào kể từ ngày Nhật Bản đầu hàng". Trước bối cảnh Liên Xô phản đối hệ thống Bretton Woods và có hành vi gián điệp ăn cắp bí mật vũ khí hạt nhân của Hoa Kỳ và Canada, giới chức Mỹ cũng lo ngại động thái của Liên Xô. Hoa Kỳ cho rằng chính sách của Liên Xô ngày càng khó đoán, lúc thì hiếu chiến, lúc thì kiềm chế và kết luận rằng đối sách có qua có lại với Liên Xô không còn hiệu quả nhưng chưa có đối sách mới. Tuy nhiên, George F. Kennan, đại biện của Hoa Kỳ tại Liên Xô thì lại không thấy gì khác thường với những phát biểu trước của Stalin nên chỉ đánh một bản đánh giá ngắn cho Bộ Ngoại giao.
Nhà ngoại giao Elbridge Durbrow và H. Freeman Matthews cảm thấy khó hiểu trước sự bình thản của Kennan. Ngày 13 tháng 2, Matthews thảo một bức thư có chữ ký của Bộ trưởng Ngoại giao James F. Byrnes gửi Kennan xin ý kiến đánh giá về bài phát biểu. Matthews miêu tả phản ứng của báo chí và dư luận là "đạt đến mức độ chưa từng có" và viết rằng "chúng tôi mong được nhận một bản phân tích trình bày những chính sách trong bài phát biểu sẽ được thi hành như thế nào trong tương lai". W. Averell Harriman, nguyên đại sứ Hoa Kỳ tại Liên Xô khuyến khích Kennan viết một bản phân tích tường tận.

## "Bức điện dài"
Khuya ngày 22 tháng 2 năm 1946, Kennan đọc cho thư ký ghi bức điện rồi đem đến phòng điện báo đánh điện về Hoa Kỳ. Bức điện là bức điện báo dài nhất trong lịch sử Bộ Ngoại giao Hoa Kỳ, khoảng 5.000 từ, được mệnh danh là "bức điện dài".
Bức điện báo gồm năm phần về lịch sử, đặc điểm, triển vọng của Liên Xô và tác động đối với Hoa Kỳ. Mở đầu bức điện, Kennan xin lỗi về độ dài nhưng giải thích là cần thiết để trả lời tất cả các mối lo ngại bấy giờ. Đầu tiên, bức điện trình bày thế giới quan của Liên Xô là phân cực thế giới thành hai phe tư bản và xã hội chủ nghĩa. Liên Xô cho rằng liên minh giữa Hoa Kỳ và Anh trước sau sẽ thất bại mà hậu quả là hai nước hoặc đánh nhau hoặc cùng tuyên chiến với Liên Xô. Chính sách của Liên Xô là chờ thời, âm thầm xây dựng lực lượng và lợi dụng thiên hướng xung đột với nhau của các nước tư bản. Kennan bác bỏ quan điểm của Liên Xô, các nước tư bản không thất bại và cũng không gây chiến với nhau, đặc biệt nhận định Hoa Kỳ và Anh sẽ cố ý gây chiến với Liên Xô là "hoàn toàn vô lý".
– George F. Kennan, "bức điện dài"
Sở dĩ giới lãnh đạo Liên Xô có những kết luận vô lý này là vì "cơ sở của thế giới quan Liên Xô là một thứ bản năng bất an vốn có của dân tộc Nga". Bức điện nhận xét, quyền lực của những chính quyền Nga trước "về hình thức thì lỗi thời, về nền tảng thì mong manh và không tự nhiên, không thể nào sánh với các nước phương Tây". Các điều kiện lịch sử của Nga kết hợp với chủ nghĩa Marx – Lenin tạo thành một sự cứng nhắc trong đường lối xử trí với phương Tây; thế giới phải thù địch thì giới lãnh đạo Liên Xô mới có cái cớ "để áp đặt một chế độ độc tài, để làm những việc tàn bạo, để yêu cầu người dân hy sinh". Phương Tây không thể kỳ vọng Liên Xô hành xử có đi có lại trừ phi Liên Xô thất bại liên tục hoặc giới lãnh đạo nhận thấy chính mình đang làm hại quyền lợi của Liên Xô.
Về cơ bản thì chính quyền Liên Xô có hai chính sách: một chính sách công khai và một chính sách bí mật. Công khai thì Liên Xô tham gia hoạt động quốc tế nhưng bí mật thì Liên Xô sẽ phá hoại các nước tư bản, bao gồm "đánh vào lòng tự tôn dân tộc, làm suy yếu quốc phòng, gây bất ổn xã hội và công nghiệp, kích động mất đoàn kết". Bức điện nhận định, Liên Xô không trông mong hòa giải với phương Tây.
Kết luận, bức điện không đưa ra những chính sách cụ thể mà vạch ra những đường lối chung như kiên trì sự tự tin trong việc ngoại giao với Liên Xô. Mối nguy Liên Xô cần "sự xử lý thấu đáo như những vấn đề chiến lược quan trọng trong chiến tranh mà một kinh phí thích đáng trong việc lên kế hoạch nếu cần thiết". So với Đức Quốc Xã thì Liên Xô kiên nhẫn hơn, thận trọng hơn nhưng cũng yếu hơn phương Tây, không có quy trình chọn lãnh đạo, phải quản lý quá nhiều lãnh thổ, không được nhân dân ủng hộ và quá phụ thuộc vào tuyên truyền, nên bức điện chủ trương "chúng ta có thể tiếp cận vấn đề Nga một cách bình tĩnh, lạc quan".
Bức điện nhấn mạnh phải tuyên truyền cho nhân dân Mỹ về mối nguy của cộng sản. Phải giữ vững xã hội thì mới ngăn được chủ nghĩa cộng sản bành trướng. Kennan viết rằng "mối nguy lớn nhất của việc đối phó với cộng sản Liên Xô là vô hình trung để bản thân trở thành cộng sản Liên Xô".

## Ảnh hưởng của "bức điện dài"

### Đối với chính sách ngoại giao Hoa Kỳ

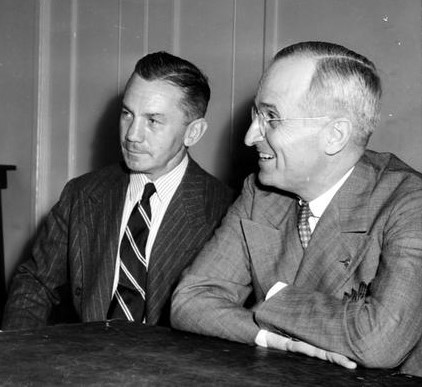
Bộ trưởng Hải quân James Forrestal (trái) là người giới thiệu "bức điện dài" với chính quyền Hoa Kỳ, bao gồm Tổng thống Harry S. Truman (phải) và những người khác.

Matthews đánh điện cho Kennan khen bức điện báo là "tuyệt vời", "tôi phải nhấn mạnh tầm quan trọng của bức điện đối với anh em chúng tôi đang đau đầu với vấn đề này". Byrnes khen bức điện là "một bản phân tích rất hay" viết rằng ông đã đọc nó "một cách rất hăng say". Harriman thì phê bình bức điện là "khá dài, vài chỗ khó đọc" nhưng cũng gửi một bản cho Bộ trưởng Hải quân James Forrestal. Forrestal là người phổ biến bức điện trong chính quyền Hoa Kỳ, trong số những độc giả của bức điện có đại sứ Hoa Kỳ tại Cuba Henry Norweb, nhà ngoại giao Anh Frank Roberts, Tướng George Marshall và Tổng thống Truman.
Bức điện dài nhanh chóng được giới chức Hoa Kỳ chấp nhận là lời giải thích đúng nhất cho hành vi Liên Xô. Giới hoạch định chính sách, quân đội và tình báo đồng ý rằng chủ đích ngoại giao của Liên Xô là thống trị thế giới dưới một nhà nước cộng sản. Nhà sử học John Lewis Gaddis nhận xét, bức điện dài "trở thành nền tảng của chiến lược Hoa Kỳ đối với Liên Xô trong suốt Chiến tranh Lạnh" và "biến Kennan thành chuyên gia hàng đầu của chính quyền về Liên Xô". Tháng 4 năm 1946, Kennan được Forrestal giới thiệu vào Học viện Chiến tranh Quốc gia phụ trách lĩnh vực ngoại giao.
Chính quyền Truman chấp nhận kết luận của Kennan rằng Liên Xô sẽ không bao giờ hợp tác với các nước tư bản mặc dù không có bất bình gì với phương Tây. Vậy thì không có lý do gì để giải quyết những mối quan tâm của Liên Xô nên chỉ còn chính sách ngăn chặn Liên Xô là thượng sách. Nhà sử học Louis Halle nhận xét rằng bức điện dài ra đời "vừa lúc Bộ Ngoại giao đang lúng túng tìm nền tảng tư tưởng mới". Gaddis và nhà sử học Wilson D. Miscamble cho rằng Halle phóng đại ảnh hưởng của Kennan bởi Bộ Ngoại giao đã bắt đầu có chủ trương đối địch đối với Liên Xô nhưng Miscamble thừa nhận rằng "chắc chắn bức điện báo của Kennan đã xúc tác sự thay đổi về nhận định của Bộ Ngoại giao, nhất là đối với khả năng Hoa Kỳ có quan hệ không đối địch với Liên Xô".
– Kennan nói về bức điện dài, năm 1967
Trong một bức thư đề ngày 12 tháng 3 năm 1946, Matthews có quan điểm khác, chỉ ra rằng chính quyền Hoa Kỳ đã bắt đầu có chủ trương không thừa nhận quyền lợi của Liên Xô trước khi có bức điện dài. Bằng chứng là một bài phát biểu của Byrnes vào ngày 28 tháng 2, Byrnes giải thích: "Chúng ta không thể làm ngơ sự lợi dụng vũ lực hoặc uy hiếp trái với mục đích của Hiến chương Liên Hợp Quốc. Đã là cường quốc thì phải ứng xử như một cường quốc, không chỉ để bảo đảm an ninh cho nước ta mà còn để duy trì nền hòa bình thế giới". Matthews cho rằng chính quyền dùng bức điện dài làm cơ sở cho những chính sách về sau. Nhà sử học Melvyn P. Leffler chỉ ra rằng trước khi bức điện dài được lưu hành nội bộ rộng rãi thì Hội đồng Tham mưu trưởng Liên quân đã có chủ trương vào tháng 2 năm 1946 rằng "không nên đánh đổi việc thỏa hiệp về nguyên tắc và cho phép Nga bành trướng ảnh hưởng ở châu Âu và Viễn Đông lấy sự hợp tác với Liên Xô".

### Đối với Liên Xô
Tuy là tài liệu mật nhưng do lưu hành quá rộng rãi nên bức điện báo bị lộ cho tình báo Liên Xô. Stalin chỉ đạo đại sứ Liên Xô tại Hoa Kỳ Nikolai Novikov đánh một bức điện tương tự từ Washington gửi Moskva. Trong bức điện đề ngày 27 tháng 9 năm 1946 do Bộ trưởng Ngoại giao Liên Xô Vyacheslav Molotov soạn thảo nhưng Novikov đứng tên, tác giả lập luận: "chính sách ngoại giao của Hoa Kỳ phản ánh thiên hướng đế quốc của nền tư bản độc quyền Mỹ mà đặc trưng mà tham vọng làm bá chủ thế giới". Hoa Kỳ hợp tác với Anh để thống trị thế giới nhưng mối quan hệ này "đầy rẫy mâu thuẫn nội bộ, không thể lâu dài. Khả năng cao là Viễn Đông sẽ trở thành tụ điểm của các mâu thuẫn giữa Anh và Hoa Kỳ mà kết quả là sự sụp đổ của các thỏa thuận giữa Hoa Kỳ và Anh".

### Nguồn gốc

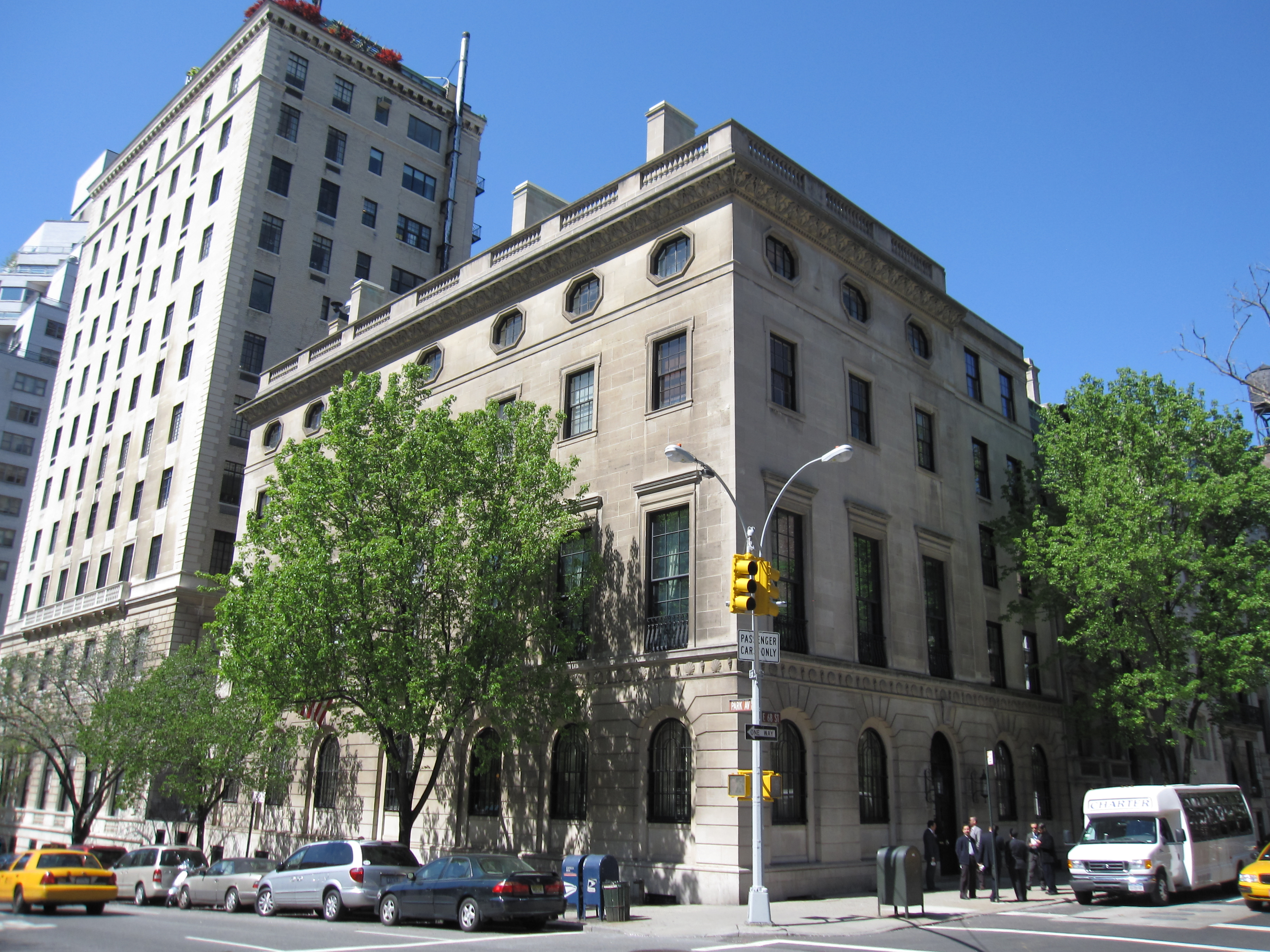
Địa điểm Kennan phát biểu ở Hiệp hội Quan hệ đối ngoại vào tháng 1 năm 1947.

## Bài viết trên tạp chíForeign Affairs